# 礦之戀
礦之戀（日语：マイネルラヴ），是美國出生的日本純種競賽馬匹。生涯活躍於短途至一哩賽事，曾於1998年勝出短途馬錦標。

## 出賽前
1995年出生於美國一個由當地人Mabee夫婦管理的牧場，成長在拍賣會上被一口馬主俱樂部Thoroughbred Club Ruffian Ltd.以37萬5000美金購入並引入日本進行馬主募集。
其後交由美浦訓練中心練馬師稗田研二訓練。

## 競賽生涯

### 3歲（現2歲）
1997年7月6日出戰函館競馬場3歲新馬戰，雖然於比賽途中因爲漏閘一度落後，但迅速調整過後成功於前方領放，進入直路後表現出優秀的衝刺力及爆發力，最終拉開後方賽駒5馬位取得首勝。
其後因骨膜炎短暫休養，於10月19日的懸鈴木賞復出，由於本次比賽再度漏閘且泥地適性不足，最終無法挽回劣勢下以第二完賽。
11月2日出戰條件戰百日草錦標，於其中選擇先行戰術下成功保持優勢，最終以輕鬆的姿態取得冠軍。
11月15日出戰三級賽東京體育盃三歲錦標，雖然途中一直保持優秀的節奏，但於最後直路仍然被後上且爆發出末腳的帝皇光輝超越，以2 1/2馬位差距落敗。
其後出戰朝日盃三歲錦標，賽前因此前的失利僅獲得第六人氣。比賽開始後，其以跟隨領放馬Mt.Arata的姿態推進，並於第四彎道超越對手取得領先。但於於進入直路後，後方的草上飛突然爆發速度衝出，礦之戀無法抵擋對手的攻勢下彼超越，再度以2 1/2馬位落敗。

### 4歲（現3歲）
1998年以京成盃作爲年度首戰，然而於比賽初段和鄰近馬匹發身碰撞導致嘴部受傷，節奏崩壞之下由此之中都處於內欄爛地的位置，最終無法衝出之下以第五落敗。
其後出戰雅靈頓盃，比賽途中於先頭推進下在直路一度取得領先，可惜其後被一同衝出的Dublin Lion壓制，最終被對手超越下再度以亞軍落敗。
4月26日出戰新西蘭盃四歲錦標，比賽初段改用居中戰術保持穩定節奏，進入直路後亦跑出不俗的末腳，然而仍然未能對前方的神鷹造成威脅以無法最上對手，於最後關頭更被Sugino Cutie超越，最終以第三完賽。
5月17日出戰NHK一哩賽，然而受到天雨及黏地影響下未能加速衝出，最終以第七落敗。
完成NHK盃後其進入放草，並且於此時因馬主Thoroughbred Club Ruffian Ltd.對春季戰績的不滿，在不信任練馬師稗田研二下將礦之戀轉至同屬美浦訓練中心的稻葉隆一馬房。
完成放草後以人馬錦標作爲起動戰，比賽初段選擇於中團靠後位置等待時機，進入直路後隨即展現優秀的反應，最終於跑出全場最快末腳下成功衝出，以拉開後方3馬位的優秀取得首個分級賽冠軍。
10月31日出戰天鵝錦標，然而於比賽途中有異物飛入眼內導致其受傷，最終僅獲得第七之餘亦使其無緣一哩冠軍賽。
12月20日出戰短途馬錦標，由於其狀態恢復成疑問且本次比賽有上屆盟主兼傑克莫華大賽冠軍大樹快車、贏得紀爾斯大賽歸國的採珠及分級賽上位馬華盛頓色等強敵的參戰，因而其僅獲得第七人氣。比賽開始後，前方由新光森林帶出，大樹快車於先頭位置推進，礦之戀及華盛頓色於中團位置追走，而採珠則選擇留後。進入直路後，經已進佔先頭位置的礦之戀隨即展開加速，並成功壓制一同衝出大樹快車取得連勝，及後繼續保持速度衝刺下，其成功抵擋後方賽駒的追擊，最終以頭位壓贏採珠爆冷取得首個一級賽冠軍。

### 5歲（現4歲）
1999年年初，由於陣營由於安排其遠征阿聯酋出戰杜拜世界盃，因而安排其出戰石榴石錦標作爲試驗，然而其仍然處於泥地適性不足的狀態，最終以第十一大敗。
其後陣營因而以上結果改變計劃，以阪急盃作爲緊接的一戰。比賽開始後，其選擇於中團靠後位置展開推進，然而進入直路後因受到58.5公斤較重負磅及天雨的影響，最終僅能跑獲第五的戰績。
4月25日出戰絲路錦標，改有松永幹夫策騎。比賽開始後，其於先頭有利位置逐步推進，並於進入直路後成功拋離愛麗世界及Sound World等賽駒，以2馬位輕鬆取得勝利。
然而其後備戰春季最大目標高松宮紀念時被發現左前腳患有球節炎，最終於陣營商討過後決定放棄賽事並進入休養。
進入秋季其於富士錦標復出，但於其中以第十三大敗，其後於短途馬錦標亦敗於黑鷹、愛麗世界及帝皇光輝僅獲第四。

### 6歲（現5歲）
2000年其仍然出戰衆多分級賽，但於毫無突破之下未能勝出其中一場，最佳戰績爲於絲路錦標及人馬錦標取得第四的入板戰績。
12月16日出戰CBC賞以第十二大敗後，陣營安排其退役並取消日本中央競馬會的賽駒註冊。

### 詳細賽績
| 日期       | 舉辦國家 | 馬場 | 距離   | 級別 | 賽事名稱           | 負重 | 騎師     | 馬號 | 出馬 | 名次 | 時間   | 頭馬（二馬）       |
| ---------- | -------- | ---- | ------ | ---- | ------------------ | ---- | -------- | ---- | ---- | ---- | ------ | ------------------ |
| 6/7/1997   | 日本     | 函館 | 草1200 |      | 3歲新馬            | 53   | 藤田伸二 | 1    | 5    | 1    | 1:11.3 | （Meiner Chance）  |
| 19/10/1997 | 日本     | 東京 | 泥1400 |      | 懸鈴木賞           | 53   | 後藤浩輝 | 7    | 14   | 2    | 1:26.4 | Heian Windsor      |
| 2/11/1997  | 日本     | 東京 | 草1800 |      | 百日草特別         | 54   | 蛯名正義 | 7    | 11   | 1    | 1:49.3 | （Leo Challenger） |
| 15/11/1997 | 日本     | 東京 | 草1800 | GIII | 東京體育盃三歲錦標 | 54   | 蛯名正義 | 7    | 12   | 2    | 1:48.4 | 帝皇光輝           |
| 7/12/1997  | 日本     | 中山 | 草1600 | GI   | 朝日盃三歲錦標     | 54   | 蛯名正義 | 10   | 15   | 2    | 1:34.0 | 草上飛             |
| 11/1/1998  | 日本     | 中山 | 草1600 | GIII | 京成盃             | 56   | 蛯名正義 | 1    | 10   | 5    | 1:37.4 | Mandarin Star      |
| 1/3/1998   | 日本     | 阪神 | 草1600 | GIII | 雅靈頓盃           | 56   | 蛯名正義 | 4    | 11   | 2    | 1:34.7 | Dublin Lion        |
| 25/4/1998  | 日本     | 東京 | 草1400 | GII  | 新西蘭盃四歲錦標   | 56   | 蛯名正義 | 6    | 18   | 3    | 1:22.6 | 神鷹               |
| 17/5/1998  | 日本     | 東京 | 草1600 | GI   | NHK一哩賽          | 57   | 武豐     | 11   | 17   | 7    | 1:34.4 | 神鷹               |
| 4/10/1998  | 日本     | 阪神 | 草1400 | GIII | 人馬錦標           | 55   | 武豐     | 11   | 13   | 1    | 1:21.3 | （Makoto Raiden）  |
| 31/10/1998 | 日本     | 京都 | 草1400 | GII  | 天鵝錦標           | 55   | 武豐     | 5    | 14   | 7    | 1:23.1 | 皇家鈴鹿           |
| 19/12/1998 | 日本     | 中山 | 草1200 | GI   | 短途馬錦標         | 55   | 吉田豐   | 10   | 15   | 1    | 1:08.6 | （採珠）           |
| 10/1/1999  | 日本     | 中山 | 泥1200 | GIII | 石榴石錦標         | 58   | 吉田豐   | 12   | 16   | 11   | 1:11.4 | 華盛頓色           |
| 10/4/1999  | 日本     | 阪神 | 草1200 | GIII | 阪急盃             | 58.5 | 吉田豐   | 9    | 16   | 5    | 1:09.2 | 協榮三月           |
| 25/4/1999  | 日本     | 京都 | 草1200 | GIII | 絲路錦標           | 57   | 松永幹夫 | 14   | 14   | 1    | 1:08.7 | （愛麗世界）       |
| 17/11/1999 | 日本     | 東京 | 草1400 | GIII | 富士錦標           | 59   | 蛯名正義 | 8    | 18   | 13   | 1:23.0 | 紅辣椒             |
| 19/12/1999 | 日本     | 中山 | 草1200 | GI   | 短途馬錦標         | 57   | 蛯名正義 | 16   | 16   | 4    | 1:08.5 | 黑鷹               |
| 6/2/2000   | 日本     | 京都 | 草1200 | GIII | 絲路錦標           | 59   | 横山典弘 | 9    | 14   | 4    | 1:09.8 | 廣受歡迎           |
| 29/3/2000  | 日本     | 中京 | 草1200 | GI   | 高松宮紀念         | 57   | 蛯名正義 | 15   | 17   | 16   | 1:09.8 | 帝皇光輝           |
| 10/9/2000  | 日本     | 阪神 | 草1200 | GIII | 人馬錦標           | 58   | 蛯名正義 | 11   | 16   | 4    | 1:07.8 | 流行金曲           |
| 1/10/2000  | 日本     | 中山 | 草1200 | GI   | 短途馬錦標         | 57   | 蛯名正義 | 5    | 16   | 5    | 1:09.1 | 大德大和           |
| 28/10/2000 | 日本     | 京都 | 草1400 | GII  | 天鵝錦標           | 59   | 武幸四郎 | 3    | 17   | 7    | 1:21.1 | 大德大和           |
| 16/12/2000 | 日本     | 中京 | 草1200 | GII  | CBC賞              | 58   | 武幸四郎 | 13   | 16   | 12   | 1:09.3 | 多樂星             |

## 退役後
退役後，礦之戀成爲了配種馬，於北海道新冠町大紅牧場休養，在2001年進行配種，首批子嗣於2002年出生。首批子嗣可於2004年出賽。9月5日，Cosmo Valenti在小倉兩歲錦標取勝，成爲首匹勝出分級賽的子嗣。
2012年6月9日，其於放草時被發現倒地不起且無法站立，醫療團隊檢查後判定爲予後不良，最終被施以安樂死，享年17歲。

### 主要子嗣

#### 分級賽優勝子嗣
2002年生
- Meiner Hearty（新西蘭盃）
- Cosmo Fortune（北九州紀念）
- Cosmo Valenti（小倉兩歲錦標）

2006年生
- Get Full Marks（京王盃兩歲錦標）
- Double Wedge（雅靈頓盃）

## 血統簡介
父系Seeking the Gold爲美國賽駒，生涯戰績優秀，曾勝出一級賽超級打吡。祖父淘金者爲美國著名種馬，於近代擁有巨大影響力，和加拿大種馬北地舞人被譽爲兩大改變世界賽馬的偉大種馬。
母系Heart of Joy爲美國賽駒，生涯戰績不俗，曾勝出當地二級賽。外祖父Lypheor爲英國生產的法國賽駒，生涯戰績不俗，曾勝出三級賽昆西大賽。

### 血統表
| 父線：淘金者系（Raise a Native系）     |                             |                |                |
| 種馬 Seeking the Gold 1985年（棗色）   | 淘金者 1970年（棗色）       | Raise a Native | 天才舞者       |
| 種馬 Seeking the Gold 1985年（棗色）   | 淘金者 1970年（棗色）       | Raise a Native | Raise You      |
| 種馬 Seeking the Gold 1985年（棗色）   | 淘金者 1970年（棗色）       | Gold Digger    | Nashua         |
| 種馬 Seeking the Gold 1985年（棗色）   | 淘金者 1970年（棗色）       | Gold Digger    | Sequence       |
| 種馬 Seeking the Gold 1985年（棗色）   | Con Game 1974年（深棗色）   | Buckpasser     | Tom Fool       |
| 種馬 Seeking the Gold 1985年（棗色）   | Con Game 1974年（深棗色）   | Buckpasser     | Busanda        |
| 種馬 Seeking the Gold 1985年（棗色）   | Con Game 1974年（深棗色）   | Broadway       | Hasty Road     |
| 種馬 Seeking the Gold 1985年（棗色）   | Con Game 1974年（深棗色）   | Broadway       | Flitabout      |
| 繁殖雌馬 Heart of Joy 1987年（深棗色） | Lypheor 1975年（深棗色）    | 利法爾         | 北地舞人       |
| 繁殖雌馬 Heart of Joy 1987年（深棗色） | Lypheor 1975年（深棗色）    | 利法爾         | Goofed         |
| 繁殖雌馬 Heart of Joy 1987年（深棗色） | Lypheor 1975年（深棗色）    | Klaizia        | Sing Sing      |
| 繁殖雌馬 Heart of Joy 1987年（深棗色） | Lypheor 1975年（深棗色）    | Klaizia        | Klainia        |
| 繁殖雌馬 Heart of Joy 1987年（深棗色） | Mythographer 1977年（栗色） | 秘書處         | 勇者帝王       |
| 繁殖雌馬 Heart of Joy 1987年（深棗色） | Mythographer 1977年（栗色） | 秘書處         | Somethingroyal |
| 繁殖雌馬 Heart of Joy 1987年（深棗色） | Mythographer 1977年（栗色） | Arachne        | Intentinally   |
| 繁殖雌馬 Heart of Joy 1987年（深棗色） | Mythographer 1977年（栗色） | Arachne        | Molecomb Peak  |
| 雌系：美寶莉系（號族：14-c）           |                             |                |                |
| 五代內近親交配：Nasrullah 5×5          |                             |                |                |

## 命名由來
名字中，Meiner（マイネル）为馬主Thoroughbred Club Ruffian Ltd.之冠名，於德語中有「我的」之意思，香港則將Meiner誤當为有礦工之意的Miner，而翻譯为「礦」，Love（ラヴ）即是「戀愛」。

## 外部連結
- 礦之戀 netkeiba.com （页面存档备份，存于）
- 血統表 （页面存档备份，存于）